# Les Baroches
Les Baroches és un municipi francès situat al departament de Meurthe i Mosel·la i a la regió del Gran Est. L'any 2007 tenia 361 habitants.

## Demografia

### Població
El 2007 la població de fet de Les Baroches era de 361 persones. Hi havia 136 famílies, de les quals 28 eren unipersonals (8 homes vivint sols i 20 dones vivint soles), 36 parelles sense fills, 60 parelles amb fills i 12 famílies monoparentals amb fills.
La població ha evolucionat segons el següent gràfic:
Habitants censats

### Habitatges
El 2007 hi havia 143 habitatges, 136 eren l'habitatge principal de la família i 6 estaven desocupats. 141 eren cases i 2 eren apartaments. Dels 136 habitatges principals, 125 estaven ocupats pels seus propietaris, 6 estaven llogats i ocupats pels llogaters i 5 estaven cedits a títol gratuït; 1 tenia una cambra, 3 en tenien dues, 12 en tenien tres, 23 en tenien quatre i 97 en tenien cinc o més. 120 habitatges disposaven pel capbaix d'una plaça de pàrquing. A 49 habitatges hi havia un automòbil i a 78 n'hi havia dos o més.

### Piràmide de població
La piràmide de població per edats i sexe el 2009 era:
| Homes | Edats   | Dones |
| ----- | ------- | ----- |
| 0     | 95 o +  | 0     |
| 0     | 90 a 94 | 0     |
| 0     | 85 a 89 | 0     |
| 0     | 80 a 84 | 0     |
| 0     | 75 a 79 | 4     |
| 8     | 70 a 74 | 12    |
| 4     | 65 a 69 | 0     |
| 24    | 60 a 64 | 4     |
| 4     | 55 a 59 | 4     |
| 4     | 50 a 54 | 12    |
| 36    | 45 a 49 | 28    |
| 4     | 40 a 44 | 20    |
| 12    | 35 a 39 | 4     |
| 12    | 30 a 34 | 16    |
| 16    | 25 a 29 | 8     |
| 12    | 20 a 24 | 12    |
| 16    | 15 a 19 | 8     |
| 8     | 10 a 14 | 28    |
| 12    | 5 a 9   | 12    |
| 8     | 0 a 4   | 8     |

## Economia
El 2007 la població en edat de treballar era de 246 persones, 173 eren actives i 73 eren inactives. De les 173 persones actives 165 estaven ocupades (93 homes i 72 dones) i 8 estaven aturades (2 homes i 6 dones). De les 73 persones inactives 22 estaven jubilades, 24 estaven estudiant i 27 estaven classificades com a «altres inactius».

### Ingressos
El 2009 a Les Baroches hi havia 139 unitats fiscals que integraven 381,5 persones, la mediana anual d'ingressos fiscals per persona era de 20.909 €.

### Activitats econòmiques
Dels 7 establiments que hi havia el 2007, 1 era d'una empresa alimentària, 3 d'empreses de construcció, 1 d'una empresa de transport, 1 d'una empresa d'hostatgeria i restauració i 1 d'una empresa de serveis.
Dels 3 establiments de servei als particulars que hi havia el 2009, 1 era un paleta, 1 fusteria i 1 lampisteria.
L'any 2000 a Les Baroches hi havia 12 explotacions agrícoles que ocupaven un total de 1.296 hectàrees.

## Equipaments sanitaris i escolars
El 2009 hi havia 2 escoles elementals integrades dins de grups escolars amb les comunes properes formant escoles disperses.

## Poblacions més properes
El següent diagrama mostra les poblacions més properes.